# Opsware
Opsware, Inc. était une société américaine spécialisée dans la conception de logiciels qui offrait du provisioning, de la gestion de configuration et du configuration management pour les serveurs et les appareils de réseautique utilisés par d'autres sociétés. Son siège social était situé à Sunnyvale en Californie.
Elle a été officiellement fondée le 9 septembre 1999 sous le nom de Loudcloud en tant que fournisseur de service (service provider). Après avoir vendu la division des opérations courantes à Electronic Data Systems à l'été 2002, elle s'est renommée Opsware. Elle a modifié sa mission, décidant d'offrir des systèmes de gestion automatisé à distance 
Par après, elle a effectué différentes acquisitions pour bonifier ses offres de services. Elle est devenue un important gestionnaire de centres de traitement de données. 
En juillet 2007, Hewlett-Packard a annoncé qu'elle en faisait l'acquisition pour 1,6 milliard USD au comptant. À ce moment, c'était sa quatrième plus grosse acquisition après Compaq, Electronic Data Systems et Mercury Interactive.